# 小行星6094
小行星6094（英語：6094 Hisako）是一颗围绕太阳公转的小行星。1990年11月10日，T. Hioki、早川修司在奥多摩町发现了此天体。
这颗小行星的绝对星等为57.29377278983107等。